# كمثرى فورونوفي
كمثرى فورونوفي (الاسم العلمي: Pyrus voronovii) هو نوع نباتي يتبع جنس الكمثرى من الفصيلة الوردية.